# Anneloes Nieuwenhuizen
Anneloes Nieuwenhuizen, född den 16 oktober 1963 i Bussum, Nederländerna, är en nederländsk landhockeyspelare.
Hon tog OS-guld i damernas landhockeyturnering i samband med de olympiska landhockeytävlingarna 1984 i Los Angeles.
Därefter tog Nieuwenhuizen OS-brons i damernas landhockeyturnering i samband med de olympiska landhockeytävlingarna 1988 i Seoul.